# Штеффен Цеснер
Штеффен Цеснер (нім. Steffen Zesner, 28 вересня 1967) — німецький плавець.
Учасник Олімпійських Ігор 1988, 1992, 1996 років.
Чемпіон світу з водних видів спорту 1991 року, призер 1986, 1994 років.
Призер Чемпіонату світу з плавання на короткій воді 1995 року.
Чемпіон Європи з водних видів спорту 1987, 1995 років, призер 1989, 1991, 1993, 1997 років.